# Alojzy Pańczak
Alojzy Marian Pańczak OFM (ur. 21 listopada 1955 we Wschowie) − polski franciszkanin, prezbiter, doktor teologii, franciszkanolog, były asystent narodowy Franciszkańskiego Zakonu Świeckich w latach 1995–1998 oraz 2001–2013, tłumacz.

## Życiorys
Po wstąpieniu do franciszkańskiej Prowincji Wniebowzięcia Najświętszej Maryi Panny Zakonu Braci Mniejszych w Katowicach, ukończył studia filozoficzno-teologiczne w Wyższym Seminarium Duchownym w Katowicach-Panewnikach. W 1979 złożył profesję wieczystą na ręce o. Damiana Szojdy OFM. Po przyjęciu święceń kapłańskich z rąk bpa Herberta Bednorza 15 kwietnia 1981, w latach 1985–1987 oraz 1988–1991 odbył studia specjalistyczne z teologii na rzymskim Antonianum. W 1991 obronił pracę doktorską L’apostolato dell’Ordine Francescano Secolare nei suoi aspetti teologici e storici e nelle sue forme concrete (pol. Apostolat franciszkanów świeckich. Aspekty teologiczne i historyczne oraz jego konkretne formy). W różnych okresach o. Pańczak był wykładowcą duchowości franciszkańskiej, historii ruchu franciszkańskiego, duszpasterstwa Franciszkańskiego Zakonu Świeckich w seminariach zakonnych w Katowicach-Panewnikach, we Wronkach, w Krakowie-Bronowicach Wielkich oraz Zakroczymiu. Był asystentem narodowym franciszkańskiej wspólnoty tercjarskiej, publikując teksty formacyjne na łamach tercjarskich czasopism („Pokój i Dobro”, „Głos św. Franciszka”, „Szkoła Franciszkańska”, „Materiały pomocnicze dla FZŚ w Polsce”). Jest autorem przekładu Podręcznika asystencji FZŚ i MF oraz Statutu asystencji duchowej i duszpasterskiej przy Franciszkańskim Zakonie Świeckich.
Obecnie o. Pańczak jest wykładowcą akademickim w seminarium swojej prowincji zakonnej (od 1991 Prowincja św. Franciszka z Asyżu Zakonu Braci Mniejszych w Poznaniu), okresowym spowiednikiem na Lateranie w Rzymie, sprawuje opiekę duchową nad tercjarzami. Był członkiem wspólnoty franciszkańskiej klasztoru w Woźnikach.

## Wybrane publikacje
- 1996 − Nican Mopohua czyli historia objawień Matki Boskiej z Guadalupy patronki obu Ameryk i Filipin (tłumaczenie z hiszpańskiego)
- 1998 − Historia Reguł III Zakonu Franciszkańskiego
- 1999 − Alfredo Marchesi OFMCap, Krótka historia zakonu franciszkańskiego (tłumaczenie)
- 2000 − Wczoraj i dziś franciszkanów we Wschowie. Historia, przewodnik, liturgiczna posługa w kościele klasztornym (współautor)
- 2000 − Franciszkański Zakon Świeckich. Podręcznik dla przełożonych, asystentów i franciszkanów świeckich ISBN 83-905768-0-5 (współautor)
- 2002 − Cornelio Mota Ramos OFM, Katechizm Franciszkańskiego Zakonu Świeckich (tłumaczenie)
- 2002 − Ksiądz kardynał Stefan Wyszyński Prymas Polski i tercjarz franciszkański
- 2004 − Trzeci Zakon Franciszkański na ziemiach polskich w latach 1883−1939 (Dzieło świętego Franciszka z Asyżu. Projekcja w kulturze i duchowości polskiej XIX i XX wieku, pod redakcją D. Kielaka, J. Oziemkowskiego i J. Zbudniewka), Warszawa, s. 393-420. ISBN 83-7072-289-X
- 2011 − Klasztor Franciszkanów w Woźnikach. Dzieje, ludzie, budowle ISBN 978-83-63294-01-4 (współautor)
- 2016 − Apostolstwo Franciszkańskiego Zakonu Świeckich w jego aspektach teologicznych, historycznych i konkretnych formach, Rada Narodowa FZŚ w Polsce, Warszawa-Woźniki 2016
- 2019 − Wczoraj i dziś franciszkanów we Wschowie, Klasztor Braci Mniejszych we Wschowie, MJP Drukarnia, Wschowa, ISBN 978-83-955015-0-0
- 2021 − Klasztor i Kościół Franciszkanów w Woźnikach. Dzieje, przewodnik, roczniki woźnickie, Zespół autorów pod redakcją o. Alojzego Pańczaka, Grodzisk Wielkopolski 2021, ISBN 978-83-961100-0-8
- 2023 − 800 lat Franciszkańskiego Zakonu Świeckich na ziemiach polskich. Dzieje, postacie, literatura, pod red. Alojzego M. Pańczaka, Wydawnictwo Naukowe FNCE, Poznań ISBN 978-83-67372-88-6
- 2024 – Kronika Grodziskich Bernardynów, Grodzisk Wielkopolski 2024, ISBN 978-83-961100-7-7

## Wybrane artykuły
- Bł. Jan XXIII (1881−1963), w: "Pokój i Dobro" 2(2001), Katowice, s. 14−15.
- Bł. Pius IX (1792−1878), papież i tercjarz franciszkański, w: "Pokój i Dobro" 5(2001), Katowice, s. 30−35.
- Prymas Wyszyński − człowiek zawierzenia. Czytania na październik, w: "Biblioteka Kaznodziejska" 5(2001), t. 145, s. 148−188.
- Imię Jezus, w: "Poznać Jezusa. Materiały pomocnicze dla FZŚ w Polsce na rok 2002", s. 3−11.
- Pan − Kyrios, w: "Poznać Jezusa. Materiały pomocnicze dla FZŚ w Polsce na rok 2002", s. 21−27.
- Zmiany w odnowionej Regule FZŚ po Soborze Watykańskim II, w: "Wady i cnoty. Materiały pomocnicze do formacji ciągłej dla FZŚ w Polsce na rok 2003", s. 19−48.
- Św. Klara a Eucharystia, "Głos św. Franciszka", 46(2004) 9.
- Eucharystia w duchowości franciszkanów świeckich, "Głos św. Franciszka" 46(2004) 10, s. 23−25.
- Błogosławiony Fryderyk Ozanam (1813−1853), "Głos św. Franciszka", 46(2004) 11, s. 14−21.
- Specyfika powołania franciszkańskiego, "Głos św. Franciszka", 47(2005) 3, s. 20−26.

## Wyróżnienia
- Medal Honorowy "Zasłużony dla Miasta i Gminy Grodzisk Wielkopolski", 2025[3].